# 庫爾科納 (亞利桑那州)
庫爾科納（英語：Kool Corner）是位於美國亞利桑那州尤馬縣的一個非建制地區。該地的面積和人口皆未知。

## 地理
庫爾科納的座標為32°48′02″N 114°29′58″W / 32.80056°N 114.49944°W，而該地的平均海拔高度為47米（即154英尺）。